# Урош Круљ
Урош Круљ (Мостар, 1875 —  Београд, 1961) био је српски љекар и политичар.
Поријеклом из Херцеговине, а школовао у новосадској гимназији и Универзитету у Бечу. Он заузима посебно мјесто у историји босанскохерцеговачке социјалне и политичке мисли.

## Биографија
Рођен је у Мостару, августа 1875. године. Породица Kруљ доселила се у Мостар око 1850. године из љубињског села Ћуковци. Његов отац, Ристо Kруљ бавио се винарством. Ристин син Љубомир је наставио традицију свога оца. Поред Љубомира, Урош је имао браћу Вукана и Гојка, те сестру Љубицу.
Урош Круљ је гимназију завршио у Новом Саду (1895), а затим студира у Бечу. Он је током ђачких дана проведених у Новом Саду, стекао искуство за припрему текста и уређивање часописа. Након завршених медицинских студија у Бечу (1902), гдје се већ међу студентском омладином политички активира, враћа се у Босну и Херцеговину, у Бијељину, гдје ради као љекар. У Бечу је током студија ангажован у академском друштву „Зора” и од тада почиње његов национални ангажман. Постаје секретар српске организације у Босни и Херцеговини. Биран је за посланика Босанском сабору у Сарајеву. Заједно је са др Николом Стојановићем, који, у међувремену, у Дубровнику уређује лист „Дубровник”. Послије тога враћа се у Мостар крајем 1906. године, гдје ради као приватни љекар. Ту је активан као подпредседник епархијског савета и члан одбора тамошње црквено-школске омладине. Са групом мостарских јавних личности покреће лист „Народ” (први број изашао 1. јануара 1907), чији је био и власник. Једно вријеме преноси штампање овог листа у Сарајево да би га, након оснивања властите штампарије, поново вратио у Мостар.
Урош Круљ је био предсједник „Омладине”. Објављивао је под псеудонимом Слогољуб Србић. Омладински књижевни часопис је филигрански исписиван и хектографисан. Круљ је такође исказао вјештину у писању књижевних састава, критика и показао спремност да се одговорно односи према стварности.
Написао је приказ ђачког листа „Глас“, орган карловачког ђачког друштва „Наша будућност“. Послије првог броја то ђачко друштво више није постојало. Редови „Гласа“ били су препуни „јужног наречја", што је доказ, да цијене тај дијалекат српског језика. Лист је уредио Милан Ј. Будисављевић. Круљ је критиковао пјесмице Ј. Буте, а похвалио је рад М.Б.Иванова „Мухамеданче“.
Такође, критикује исказано претјеривање у књижевном саставу од Босанчића „Туга”. Указао је на „будну свијест српске омладине“ и критиковао неслогу:
„Што срамотите српско име и дајете његовом непријатељу прилику, да га руже. Ваше одушевљење налик је на барут, који у час плане, али се одмах и угаси“.
Круљ, је за тврдњу својих речи изнео стихове Лазе Костића:
„Омладино, дико стара. Омладино, јаде млад. Камо она стара жара. Камо онај руши град?"

## Каријера
Остварио се у политици као "први и последњи" (пре шестојануарске диктатуре) министар народног здравља (1919-1929). Пре избора за првог министра здравља, члан је владе нове државе задужен за Босну и Херцеговину (1918-1919). Присталица је Народне радикалне странке, Николе Пашића. Након оставке у влади, вратио се 1929. године у Сарајево, где је наставио каријеру лекара у болници. Налазио се на челу Државне болнице у Сарајеву 1929-1931. године. Затим је био бан Зетске бановине (1931-1932).  У његово време изграђен је модеран пут Цетиње-Будва и отворено Народно позориште Зетске бановине на Цетињу. Биран је за члана Главног одбора Југословенске националне странке 1933. године. Више година он је сенатор - подпредседник Сената Краљевине Југославије (1933-1941) када је живео у Београду.
Писао је радове социјлно-хигијенске, социолошке и политичке садржине и сарађивао у сарајевском Прегледу, Српском књижевном гласнику (од 1922) и Летопису Матице српске (1928). Био је члан одбора црквено-школске омладине у Мостару, потпредседник Епархијалног савета Епархије захумско херцеговачке, потпредседник Конгреса словенских новинара (1911), оснивач Сарајевског обласног одбора Друштва Црвеног крста и његов први председник (1921-1923), члан Матице српске, Српског певачког  друштва "Гусле" у Мостару, дописни члан Српског лекарског друштва ван Србије, члан масонске ложе у Београду итд. Одликован је Орденом Светог Саве III реда.

## Дело
- Важност хигијене за државу и нацију, Сарајево, 1922.
- Политика и раса (расни национализам), Сарајево, 1925.
- Криза парламентаризма и његова реформа, Београд, 1928.
- Сенатски говори, Београд, 1934.
- Наша саобраћајна (жељезничка) криза, Београд, 1935.
- Преводи са енглеског:
  - Е. Кеј, О васпитању детета у школи, Београд, Сарајево, 1918.
  - Е. Кеј, О васпитању детета код куће, Београд, Сарајево, 1919.